# Vúdú panenka

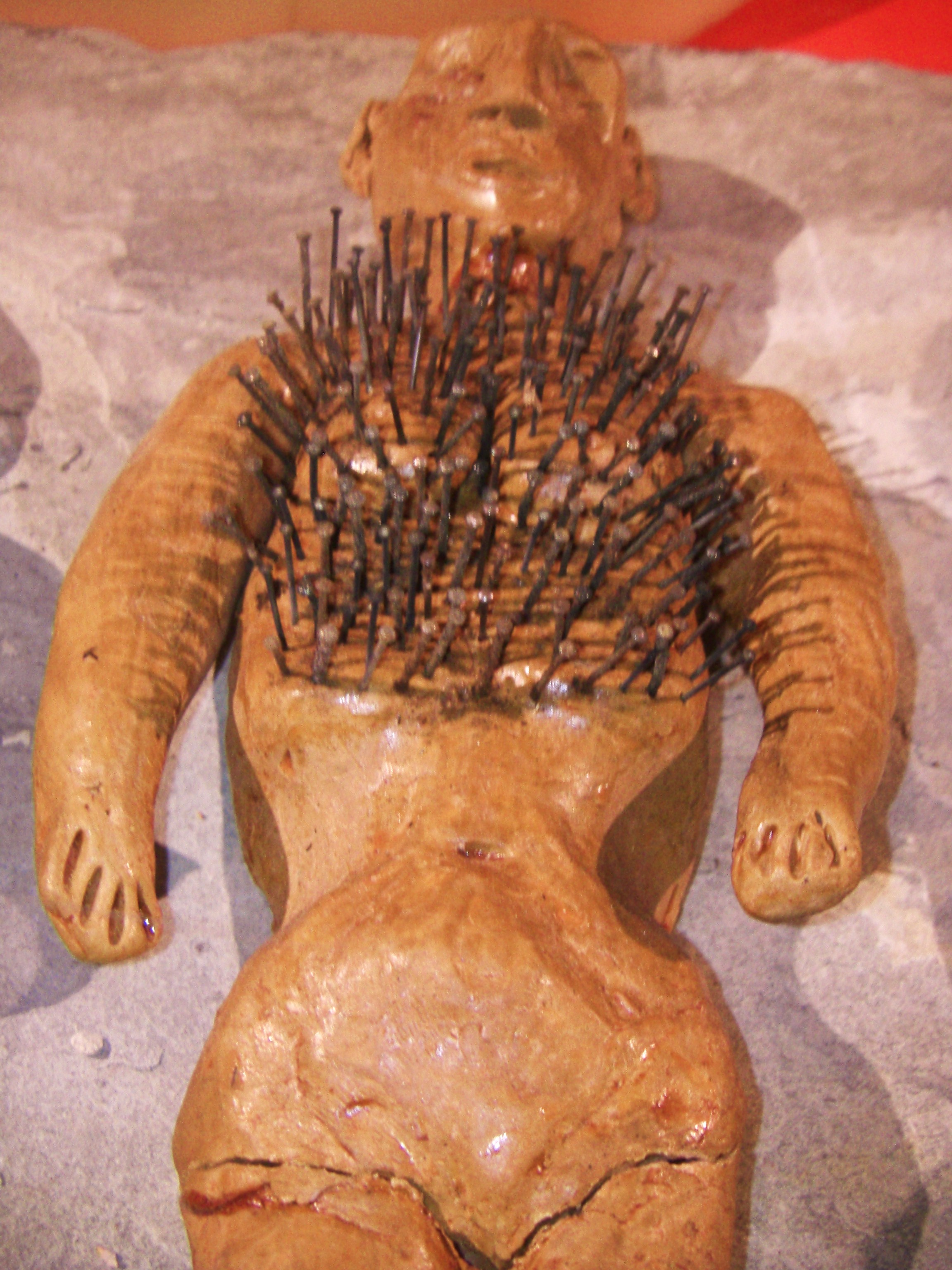
Figurka propíchaná špendlíky, Museum of Witchcraft and Magic

Vúdú panenka je v západní pop-kultuře figurka užívaná k magickému ublížení – prokletí zpodobněné osoby, typicky zahrnující propíchávání špendlíky. Náleží do širšího okruhu sympatetické magie či úžeji do magie voltové a je užívána v mnoha světových kulturách v průběhu dějin – ve starověkém Řecku, Římské říši, evropském středověku nebo anglickými cunning folks „mazanými lidmi“ - lidovými léčiteli a čaroději.
Přestože je v obecném povědomí tento předmět a s ním související praktiky spojován s afroamerický haitským vúdú, tak původ současného populárního obrazu leží spíše než v Africe či Americe leží v Evropě. K spojení těchto dvou fenoménů došlo nejspíše v době americké okupace Haiti (1915-1934) v knihách jako Black Bagdad: The Arabian Nights Adventures of a Marine Captain in Haiti nebo filmech jako White Zombie. Racionálním jádrem tohoto spojení je snad mylná interpretace sošek nkisi nkondi západoafrických Kongů, které obvykle obsahují hřeby či ostří. Později se tak „vúdú panenky“ staly popkulturním symbolem, objevujícím se například v animovaném filmu Princezna a žabák studia Disney, ale i jiných filmových a televizních dílech, počítačových hrách, ale i jako hračky, přívěsky na klíče, dekorace nebo potisky na oblečení.

## Evropa a Přední Východ

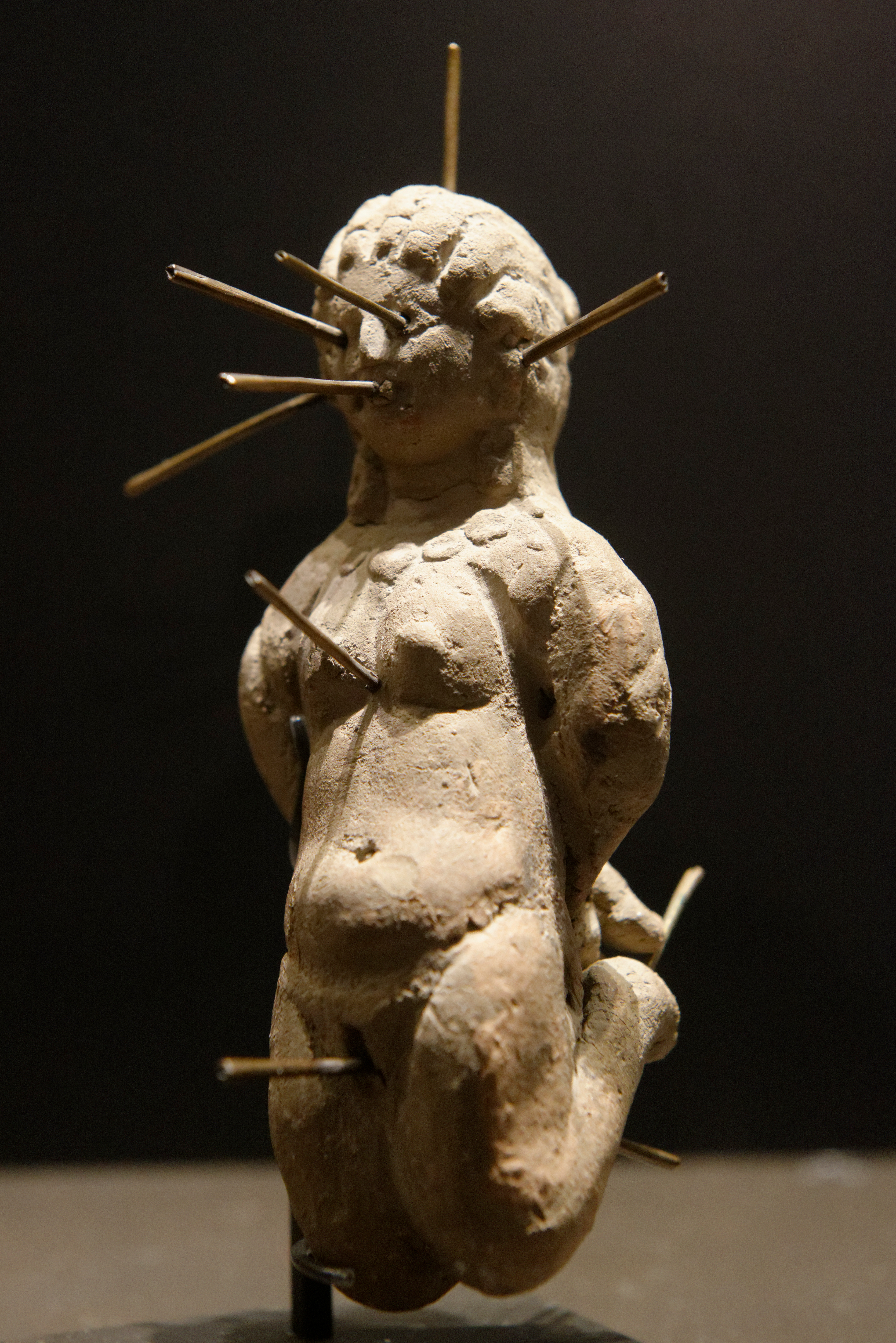
Egyptská kollosoi z 4. století nalezená společně s katedesmos obsahující milostné kouzlo, hlína a bronz, Louvre.

Magie zahrnující vytváření figurek, či jiných zpodobnění, a jejich probodávání či jiné poškozování se objevuje ve starověké magii Předního východu a Středomoří, ale spíše než na osoby byla cílena na božstva a duchy a než na způsobení újmy sloužila k jejich „svázání“ a podřízení své vůli. Řecky byly takové panenky, vytvářeny z olova, bronzu, hlíny, těsta, vlny či vosku, nazývány kollosoi a byly užívány již od archaické doby, před rozšířením proklínacích tabulek. Podobné figurky byly užívány také na poutání duchů a jejich využití k magickým praktikám.
Ve středověké Evropě se podobné praktiky začali stát více užívat na ublížení určitým osobám, příkladem je zákaz vytváření voskových figurek je zmiňován edikty Karla Velikého, ve 13. století byl troyeský biskup Guichard obviněn že se snaží magicky zahubit královnu Janu Navarská a následné vyšetřování vedlo k nálezu třech hliněných plastik, přičemž šlo nejspíše o podstrčený důkaz. Používání panenek k ubližování zmiňuje i Malleus maleficarum a Daemonologie krále Jakuba I. Stuarta a další zdroje až do 17. století.